# Schedophilus
Schedophilus is een geslacht van straalvinnige vissen uit de familie van Centrolophidae. Het geslacht is voor het eerst wetenschappelijk beschreven in 1829 door Cocco.

## Soorten
- Schedophilus griseolineatus (Norman, 1937)
- Schedophilus haedrichi (Chirichigno F., 1973)
- Schedophilus huttoni (Waite, 1910)
- Schedophilus maculatus (Günther, 1860)
- Schedophilus marmoratus (Kner & Steindachner, 1867)
- Schedophilus medusophagus (Cocco, 1839)
- Schedophilus ovalis (Cuvier, 1833)
- Schedophilus pemarco (Poll, 1959)
- Schedophilus velaini (Sauvage, 1879)